# Boótidas de junio

Lluvia de meteoros

Las Boótidas de junio son una lluvia de meteoros que se produce anualmente en el mes de junio. Esta lluvia tiene su radiante cerca de la constelación de Bootes, que es de donde deriva su nombre. Aunque su actividad no es tan prominente como otras lluvias de meteoros más conocidas, las Bootidas de junio han sido objeto de interés para astrónomos y observadores del cielo debido a su inusitada actividad y las características particulares de los meteoros que la componen.

## Origen y características
Las Boótidas de junio se originan en los escombros dejados por el cometa 62P/Tsuchinshan, un cometa periódico descubierto en 1935. Se cree que la lluvia se forma cuando la Tierra pasa a través de la órbita de este cometa, lo que provoca la entrada de partículas de polvo en la atmósfera terrestre. Estas partículas, al chocar con la atmósfera, producen los destellos luminosos conocidos como meteoros.
El radiante de la lluvia de meteoros se encuentra cerca de la estrella Arcturus, la más brillante de la constelación de Bootes. A diferencia de otras lluvias de meteoros más densas y regulares, las Boótidas de junio suelen mostrar una actividad irregular, con picos de actividad que no siempre ocurren en los mismos días del mes, lo que dificulta su predicción exacta.

## Actividad y visibilidad
La actividad de las Boótidas de junio generalmente se observa entre el 22 de junio y el 2 de julio, con un máximo alrededor del 28 de junio. Durante este período, se pueden observar entre 5 y 10 meteoros por hora, aunque en ocasiones se han registrado picos de mayor actividad, con tasas de hasta 50 meteoros por hora.
Una característica distintiva de las Boótidas de junio es la posibilidad de que aparezcan meteoros brillantes y a veces lentos, lo que les confiere un aspecto particularmente espectacular. Además, los meteoros de las Bootidas suelen dejar estelas brillantes en el cielo, lo que hace que sean fácilmente visibles a simple vista.

## Historial de observación
Las Boótidas de junio no son una lluvia especialmente activa en comparación con otras lluvias meteoros, pero en algunas ocasiones ha mostrado picos de actividad notables. Un evento importante ocurrió en 1998, cuando la lluvia produjo una tormenta meteoros espectacular con tasas de hasta 100 meteoros por hora. Este evento causó un gran interés en la comunidad astronómica y fue uno de los picos más significativos en la historia de esta lluvia.
Aunque las Boótidas no se observan con tanta regularidad ni intensidad como lluvias como las Cuadrántidas o las Leónidas, algunos astrónomos continúan observando el fenómeno, ya que puede ofrecer sorpresas inesperadas.

## Observación
Para observar las Boótidas de junio, es necesario estar en una zona alejada de la contaminación lumínica, preferiblemente en una ubicación con cielos oscuros y despejados. Los meteoros pueden ser visibles en cualquier parte del cielo, aunque debido a la ubicación de su radiante, la mejor observación suele ser hacia el noreste en el hemisferio norte.
Se recomienda observar las Boótidas de junio durante las horas de la madrugada, cuando la actividad del radiante es más visible. Además, es importante tener paciencia, ya que la lluvia puede mostrar un nivel variable de actividad cada año.